# Noces d'or (téléfilm)
Pour plus de détails, voir Fiche technique et Distribution.
Noces d'or est un téléfilm français réalisé par Nader Takmil Homayoun et diffusé pour la première fois le 13 septembre 2019 sur la chaîne franco-allemande Arte.

## Synopsis
Octave Saint-Cast, diplomate à la retraite, a invité du beau monde pour fêter ses noces d'or avec Alix, dans une somptueuse demeure, le château de La Rolandière. Atteinte de la maladie d'Alzheimer, Alix l'a pourtant quelque peu oublié. 
Mais lorsque sa fille Dora vient la chercher dans l'institut où elle est placée, elle a la surprise de la trouver dans les bras de Farhad, un patient iranien dont elle est tombée amoureuse. Le fils et la petite-fille de Farhad étant présents sur place, Dora emmène tout ce petit monde au château, au grand étonnement de la famille déjà sur place. Le vieux diplomate est autant inquiet pour sa femme que pour les invités de marque, parmi lesquels l'ancien président Valéry Giscard d'Estaing, qui doivent arriver le surlendemain.

## Fiche technique
- Titre original : Noces d'or
- Année de production : 2019
- Réalisation : Nader Takmil Homayoun
- Scénario : Négar Djavadi, Nader Takmil Homayoun
- Décors : Alain Lagarde
- Costumes : Juliette Chanaud
- Son : Nicolas Bouvet-Levrard, Cédric Deloche, Gildas Mercier
- Montage : Mike Fromentin
- Musique : Christophe Julien
- Production : Nicolas Blanc
- Sociétés de production : Ex Nihilo, Arte France, TV5 Monde, Ciclic – Région Centre-Val de Loire, Centre national du cinéma et de l'image animée (CNC)
- Société de distribution : Arte
- Pays d'origine :  France
- Langue originale : français, persan, hébreu, anglais
- Format : couleur
- Genre : comédie
- Durée : 93 minutes
- Date de première diffusion :
  -  France,  Allemagne : 13 septembre 2019

## Distribution
- Bernard Verley : Octave Saint-Cast
- Hélène Vincent : Alix Saint-Cast
- Alice Taglioni : Dora Saint-Cast, la fille ainée
- Christa Theret : Célestine Saint-Cast, la fille cadette
- Stanley Weber : Fabrice Saint-Cast, leur frère
- Sara Soulié : Siri, la femme de Fabrice
- Nasser Memarzia : Farhad Mozafari, un ancien général du Shah d'Iran, l'amoureux d'Alix
- Babak Hamidian : Iradji Mozafari, un ancien médecin iranien devenu chauffeur de taxi en France, le fils de Fahrad
- Marie-Bénédicte Roy : Françoise, la gouvernante des Saint-Cast
- Lior Chabbat : Mina, la fille d'Iradji
- Timon Kapps : Théo, le fils de Dora
- Ary Gabison : Assef
- Sophie Bacry Picciotto : Tamar
- Philippe Morier-Genoud : Valéry Giscard d'Estaing
- Michel Vuillermoz : Bernard, l'amant de l'ex-femme d'Iradji

## Accueil critique
Moustique parle d'une « comédie loufoque et multiculturelle » : « Les personnages sont excentriques, le trait est forcé [...] mais le fond [...] est traité avec intelligence. En prenant la mémoire comme fil conducteur, le réalisateur parvient à mêler le comique à l'émotion, grâce, notamment, à la couleur poétique et tendre qu'insuffle Hélène Vincent [...]. Le mélange de tons est réussi, tout comme la mise en scène, enlevée et trépidante. »